# Revelganj
Revelganj là một thành phố và khu đô thị của quận Saran thuộc bang Bihar, Ấn Độ.

## Địa lý
Revelganj có vị trí 25°47′B 84°40′Đ / 25,78°B 84,67°Đ Nó có độ cao trung bình là 52 mét (170 feet).

## Nhân khẩu
Theo điều tra dân số năm 2001 của Ấn Độ, Revelganj có dân số 34.044 người. Phái nam chiếm 52% tổng số dân và phái nữ chiếm 48%. Revelganj có tỷ lệ 45% biết đọc biết viết, thấp hơn tỷ lệ trung bình toàn quốc là 59,5%: tỷ lệ cho phái nam là 56%, và tỷ lệ cho phái nữ là 32%. Tại Revelganj, 17% dân số nhỏ hơn 6 tuổi.